# Pyrgotoides crassipes
Pyrgotoides crassipes är en tvåvingeart som beskrevs av Charles Howard Curran 1934. Pyrgotoides crassipes ingår i släktet Pyrgotoides och familjen borrflugor.
Artens utbredningsområde är Panama. Inga underarter finns listade i Catalogue of Life.